# Burford-Kégresse 30 cwt
Il Burford-Kégresse 30 cwt era un veicolo trasporto truppe semicingolato britannico, realizzato dalla Burford. Progettato a metà degli anni venti, fu prodotto in piccola serie e venne ritirato dal servizio dopo pochi anni per la scarsa affidabilità del telaio.

## Storia
Il mezzo fu creato dalla casa automobilistica Burford modificando un suo autocarro ruotato 4×2 da 30 cwt (1,5 tonnellate): il telaio venne rinforzato e, per ottenere una maggiore mobilità fuoristrada, le ruote motrici posteriori vennero sostituite da cingoli prodotti su licenza della francese Citroën-Kégresse (dal nome dell'inventore Adolphe Kégresse). Il prototipo, presentato nel 1926, superò con successo le prove sul campo; l'accoglienza da parte dei militari fu tanto positiva che nello stesso anno il British Army emise un ordine per un piccolo lotto di macchine.
Nonostante l'esito delle prove, l'uso prolungato mise in evidenza grossi limiti nell'impiego militare del mezzo: i cingoli Kégresse, in gomma, andavano incontro a rapida usura ed a frequenti rotture, mentre la struttura stessa del veicolo offriva scarsa manovrabilità. Per questo motivo nel 1929, a soli tre anni dall'entrata in servizio, i mezzi vennero ritirati dal servizio e demoliti per recuperare il metallo.

## Tecnica
Il Burford-Kégresse 30 cwt era un mezzo a trazione posteriore, con vano motore e vano di guida nella parte anteriore del mezzo, mentre il vano di combattimento si estendeva nella zona centro-posteriore. L'equipaggio era costituito da due elementi, conduttore a sinistra e capocarro a destra; nel vano di combattimento prendevano posto, su due panche affrontate lungo i lati, fino ad 8 fanti. L'accesso al vano di guida avveniva attraverso due portelli laterali, mentre per l'imbarco e lo sbarco della squadra di fanti il mezzo era dotato di un portello posteriore in due elementi.

### Scafo
Lo scafo corazzato, realizzato in piastre di acciaio di spessore compreso tra 4 e 8 mm, aveva una semplice forma scatolare, a cielo aperto. Le piastre delle fiancate erano verticali, ad eccezione di quelle del vano motore, che erano angolate a 45° superiormente, inferiormente ed ai lati.

### Telaio
Le ruote anteriori, sterzanti, dotate di pneumatici, erano ammortizzate su balestre semiellittiche. Il treno di rotolamento dei cingoli posteriori era formato da 4 rulli portanti, ruota anteriore motrice e ruota posteriore folle, cingolo in gomma ed sospensioni a balestra.
Il motore a benzina era un americano Buda, raffreddato ad acqua.

### Armamento
L'armamento era costituito da mitragliatrici Vickers da 7,7 mm in installazione binata, posizionata su una ralla al centro del vano di combattimento, azionata da un membro della squadra trasportata sia in funzione antiaerea che nel supporto di fuoco.

## Galleria d'immagini

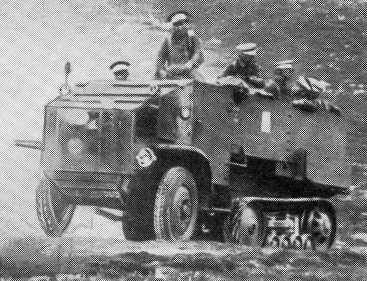
Un Burford-Kégresse con equipaggio al completo. L'armamento non è installato.
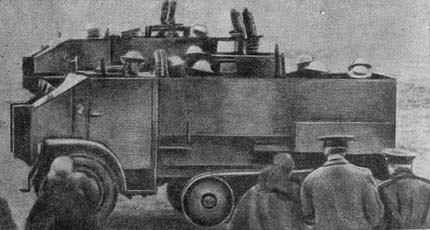
Vista laterale sinistra.
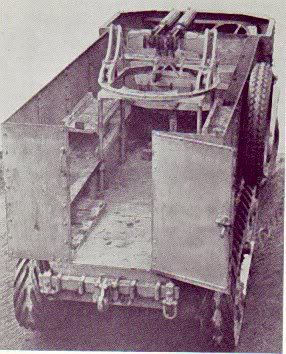
Vista posteriore. Chiaramente visibile il vano di combattimento e la ralla per con la mitragliatrice binata.
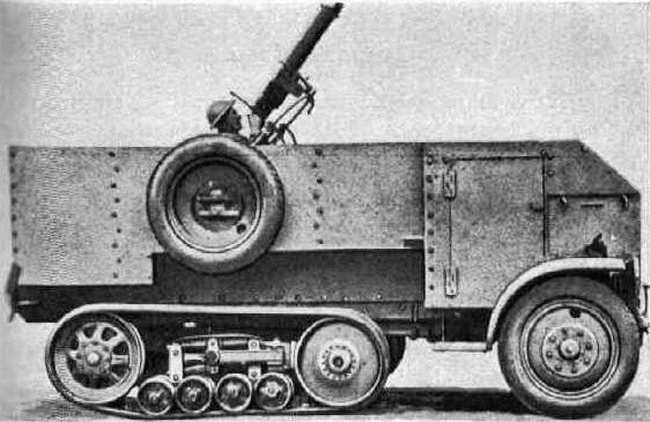
Vista laterale destra.